# زونیا بابر
مری آریزونا «زونیا» بابر (۲۴ اوت ۱۸۶۲ – ۱۰ ژانویه ۱۹۵۶) یک جغرافی‌دان و زمین‌شناس آمریکایی بود که بیشتر به خاطر توسعه روش‌های آموزش جغرافیا شناخته می‌شود. آموزش‌های او بر یادگیری تجربی از طریق کار میدانی و آزمایش تأکید داشت.

## تحصیلات و حرفه تدریس
از آنجا که زادگاه بابر، دادلی، در شرق کانزاس، ایلینوی، آموزشی فراتر از مدرسه ابتدایی ارائه نمی‌کرد، او ۱۰ مایل به پاریس، ایلینوی نقل مکان کرد تا دبیرستان خود را در آنجا به پایان برساند، جایی که با عمویش زندگی می‌کرد. پس از دبیرستان، او به مدرسه تربیت معلم رفت تا برای حرفه معلمی آموزش ببیند.
بابر حرفه خود را به عنوان مدیر یک مدرسه خصوصی از سال ۱۸۸۶ تا ۱۸۸۸ آغاز کرد. سپس در مدرسه تربیت معلم شهرستان کوک (که اکنون به دانشگاه ایالتی شیکاگو و دانشگاه نورت‌ایسترن ایلینوی تقسیم شده است) مشغول به کار شد و از سال ۱۸۹۰ تا ۱۸۹۹ به عنوان رئیس دپارتمان جغرافیا خدمت کرد. او به تدریس ارتباط متقابل جغرافیای ساختاری، تاریخ و علوم طبیعی پرداخت.
دوره‌های آموزشی او عمدتاً بر جغرافیا، مطالعه قاره‌ای، هواشناسی و جغرافیای ریاضی متمرکز بودند. در دوران تدریس، بابر همچنین در کلاس‌های زمین‌شناسی شرکت کرد، از جمله اولین کلاسی که زنان را پذیرفت. او در سال ۱۹۰۴ مدرک کارشناسی علوم خود را دریافت کرد.
از سال ۱۹۰۱ تا ۱۹۲۱، بابر به‌عنوان استاد دانشیار و رئیس گروه جغرافیا و زمین‌شناسی در دپارتمان آموزش دانشگاه شیکاگو فعالیت می‌کرد. هم‌زمان، او مدیر مدارس آزمایشگاهی دانشگاه شیکاگو نیز بود.
در آموزش، بابر ترجیح می‌داد بر کار میدانی تمرکز کند—فرصتی برای دانش‌آموزان که به جای حفظ کردن حقایق، به عمل و کشف بپردازند. روش‌های تدریس بابر همچنان تا به امروز مورد استفاده قرار می‌گیرند.
دانش‌آموز خیلی دیر متوجه می‌شود که دانش پراکنده و غیرمرتبط قدرت نیست؛ تنها دانش علمی—تجربیات یکپارچه و مرتبط—ارزشمند است.
بابر به جای حفظ کردن حقایق و تعاریف، به ترویج سفرهای میدانی و تجربه‌های دست‌اول پرداخت تا دانش‌آموزان را قادر سازد که بیاموزند و کشف کنند. با این حال، او همچنین در بهبود ابزارهای یادگیری مرسوم نیز فعالیت داشت. در دوران ریاست خود بر اتحادیه بین‌المللی زنان برای صلح و آزادی (WILPF)، او کمیته‌ای ایجاد کرد که کتاب‌های درسی را مورد بررسی قرار دهد تا عبارات و مفاهیم قدیمی یا نامناسب را با مواردی که به توقف تداوم تعصبات منفی کمک می‌کنند، جایگزین کند.
در سال ۱۹۲۰، بابر مقاله‌ای با عنوان «پیشنهادی برای تغییر نام دایره‌های خورشیدی» در نشریه جغرافیا منتشر کرد. او پیشنهاد کرد که مناطق استوایی شمال و جنوب، که به‌طور سنتی به نام‌های مدار الجدی و مدار السرطان شناخته می‌شدند، به «مدار شمالی» و «مدار جنوبی» تغییر نام داده شوند. امروزه هر دو اصطلاح در دنیای جغرافیا پذیرفته شده‌اند، هرچند تغییر رسمی در این نام‌ها صورت نگرفت.

## انجمن جغرافیایی و فعالیت‌های حمایتی

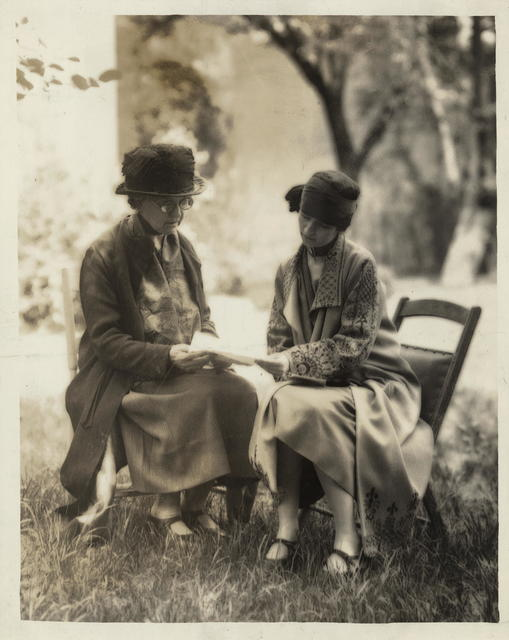
زونیا بابر (سمت چپ) و بورنیتا شلتون ماتیوز در حال بحث دربارهٔ لایحه‌ای برای اعطای حق رأی به زنان پورتوریکو، ۱۹۲۶

در سال ۱۸۹۸، بابر یکی از بنیان‌گذاران انجمن جغرافیایی شیکاگو بود. او به‌عنوان رئیس این انجمن خدمت کرد و برای ۵۰ سال با این انجمن درگیر بود. در سال ۱۹۴۸، او جایزه‌ای برای دستاوردهای مادام‌العمر دریافت کرد.
زونیا بابر در طول زندگی خود به مسائل اجتماعی علاقه‌مند بود. به‌عنوان یک فمینیست و ضد امپریالیست، او در بسیاری از تلاش‌ها برای مبارزه با تبعیض جنسیتی، نژادپرستی و بی‌تحملی شرکت کرد و آن‌ها را آغاز نمود.
او مدافع حق رأی زنان در ایالات متحده بود و در سال ۱۹۲۶ نمایندگی زنان پورتوریکو را در گسترش حق رأی به این منطقه بر عهده داشت.
همان‌طور که قبلاً ذکر شد، بابر به‌عنوان رئیس اتحادیه بین‌المللی زنان برای صلح و آزادی خدمت کرد، همچنین عضو کمیته اجرایی شاخه شیکاگو انجمن ملی پیشرفت رنگین‌پوستان(NAACP) بود و ریاست کمیته روابط نژادی باشگاه زنان شیکاگو را بر عهده داشت.
بابر همچنین به‌طور گسترده‌ای سفر کرد—هم برای حرفه حرفه‌ای خود و هم برای فعالیت‌های حمایتی‌اش—تا در کنفرانس‌ها و رویدادهای بین‌المللی شرکت کند. یکی از این موقعیت‌ها زمانی بود که او در سال ۱۹۲۶ با هیئت اتحادیه WILPF به هائیتی سفر کرد.